# Mount Logan (Washington)
Der Mount Logan (9.087 ft (2.770 m) hoch) liegt im North Cascades National Park im US-Bundesstaat Washington. Der Mount Logan liegt in einer abgelegenen Region der North Cascades, die es erforderlich macht, von einem Einstiegspunkt aus 20 mi (32 km) zum Gipfel zu wandern. Der Berg selbst ist nicht allzu schwierig zu ersteigen, doch auch die leichtesten Zugänge erfordern Gletscherquerungen; Steigeisen werden hier empfohlen. Der Gipfel ist von drei Gletschern bedeckt, dem Banded-Gletscher im Norden, dem Fremont-Gletscher im Südwesten und dem Douglas-Gletscher an den Südosthängen.

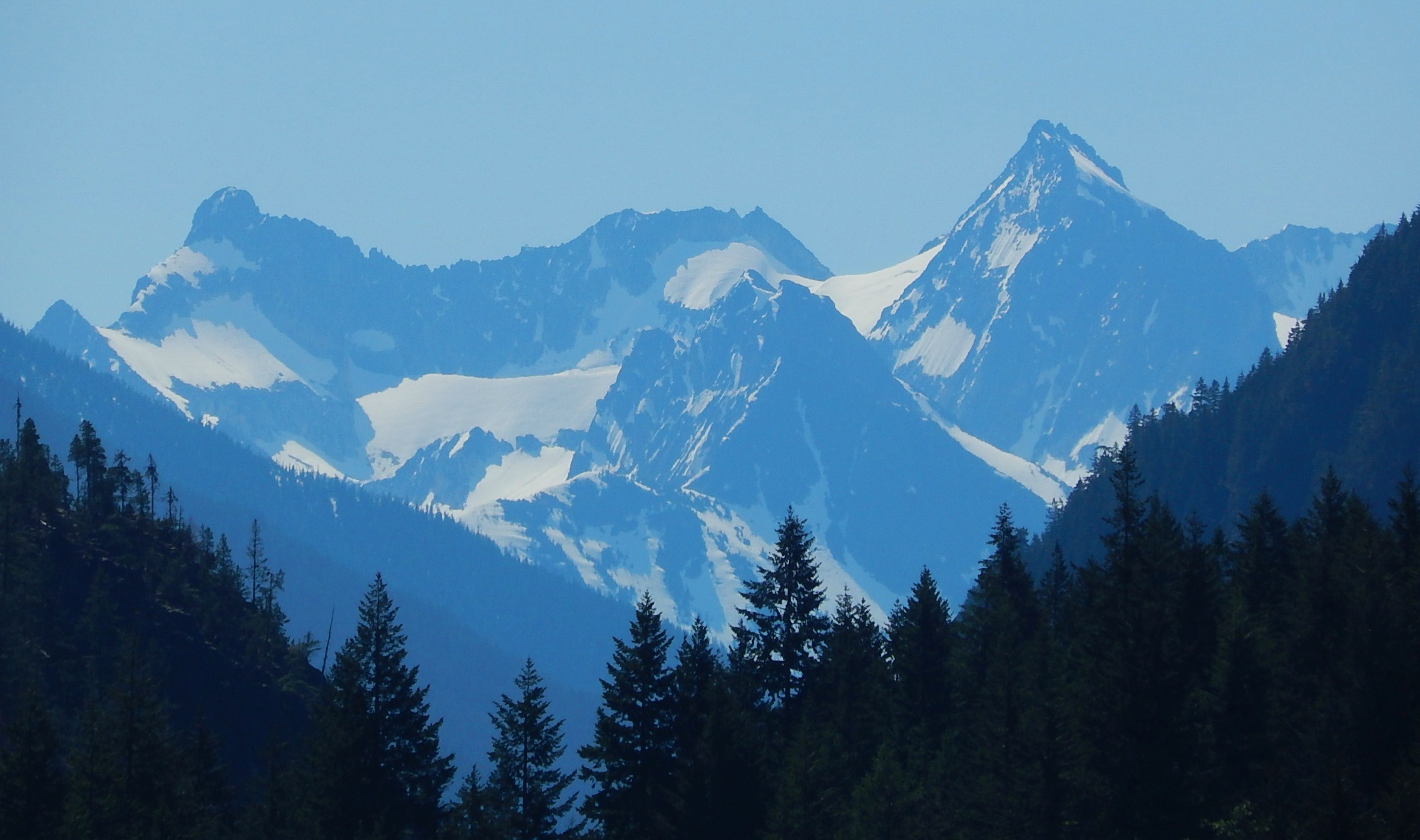
Mount Logan vom Diablo Lake aus
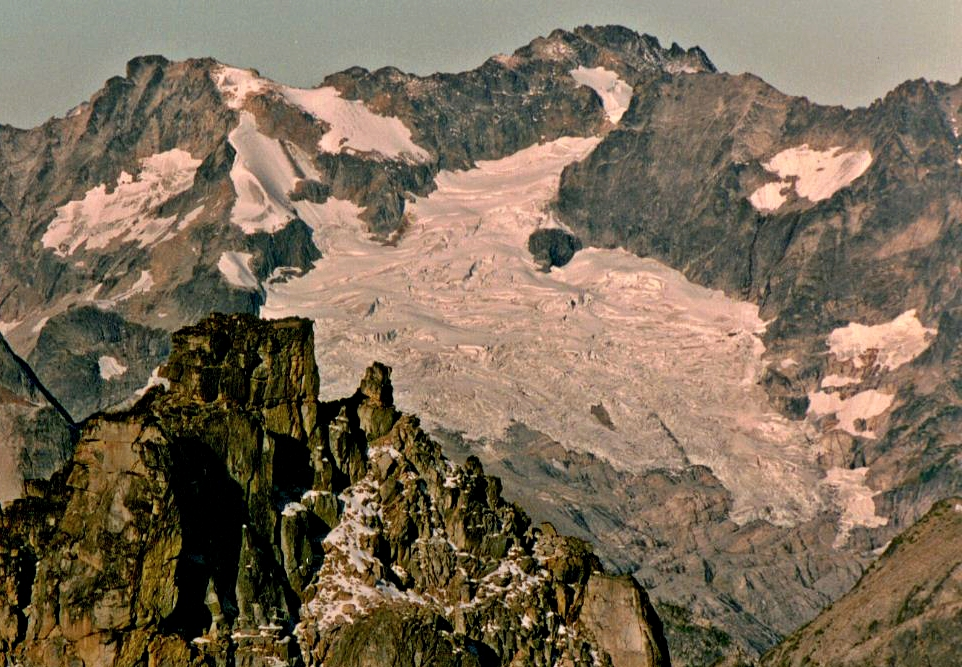
Der Douglas-Gletscher am Mount Logan